# Home Alone 2: Lost in New York (игра)
Home Alone 2: Lost in New York (с англ. — «Один дома 2: Потерянный в Нью-Йорке») — мультиплатформенная видеоигра в жанре платформер. Основывается на одноимённом фильме 1992 года.

## Сюжет
Семейство Маккалистеров собираются отправиться в Майами, Флорида, чтобы встретить там Рождество. Но в аэропорту Кевин, один из сыновей Маккалистеров, случайно садится не в тот самолёт и оказывается в Нью-Йорке, в то время как остальная семья улетает в Майами.
В это время из тюрьмы сбегают «Мокрые Бандиты» — Гарри и Марвин; они встречают Кевина в аэропорту и пытаются поймать его. Одновременно бандиты планируют ограбить магазин игрушек Дункана, и Кевин должен помешать им сделать это.

## Геймплей

Кадр из первого уровня версии для Sega Mega Drive/Genesis

В игре предстоит играть за Кевина Маккалистера, случайно оказавшегося в Нью-Йорке, которого преследуют бандиты.
Игра состоит из нескольких уровней-локаций (аэропорт, отель, магазин игрушек, город, старое здание, Центральный парк и т.д), где также происходит действие фильма. На них присутствуют разнообразные враги, препятствия, ловушки и полезные предметы. Основная задача здесь — пройти уровень от начала до конца, стараясь при этом не быть пойманным бандитами.
Персонажу противостоят различные противники; они довольно слабы, но многочисленны. Кроме этого, на каждом уровне его преследуют бандиты Гарри и Марвин. Последние отличаются бо́льшим, чем у большинства врагов, запасом здоровья, который отображается специальным индикатором. Если бандитам удаётся поймать Кевина несколько раз, тот теряет одну жизнь и возвращается в начало уровня.
Полезные предметы в игре в основном пополняют здоровье персонажа (коробки с пиццей, пачки молока, а также рождественские подарки). Иногда встречаются дополнительные жизни (в виде двух игрушечных голубков). Собираемые предметы также влияют на количество игровых очков.
Отличительная особенность игры — наличие ролевых элементов. К примеру, есть возможность комбинировать различные предметы и изготавливать из них «оружие» (рогатку, арбалет, «гранатомёт»), позволяющее успешнее бороться с противниками. «Детали» к «оружию» находятся в различных местах уровня.

## Различия между версиями
Версии игры отличаются друг от друга графическим оформлением (в версиях для Sega Mega Drive, NES, SNES используется традиционная для большинства платформеров двухмерная графика с горизонтальной прокруткой игровых экранов, а в версиях для Game Boy и PC — графика с использованием изометрической проекции), количеством уровней (например, в версии для NES их четыре, для Sega Mega Drive — восемь), а также звуковым рядом.

## Оценки
Отзывы критиков об игре были достаточно прохладными. Информационный сайт All Game Guide оценил версию для NES в 1 балл из 5; версия для карманной консоли Game Boy получила примерно такую же оценку. От журнала Electronic Gaming Monthly игра получила награды «Худшее игровое продолжение» и «Худшая игра по фильму». Применительно ко всем версиям рецензенты отметили плохую графику, скучный геймплей и неудобное управление, а также некоторые расхождения между сюжетом игры и событиями фильма.